# Coburn Gore
Coburn Gore est un petit village frontalier, près du Québec, dans l'État du Maine aux États-Unis.

## Géographie

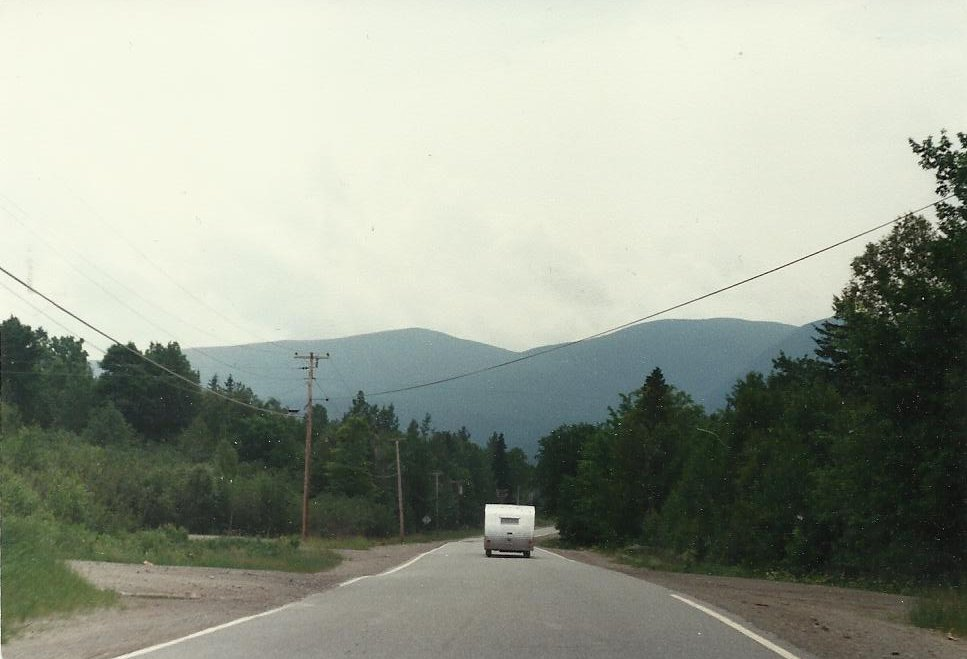
Route U.S. 27 entre Coburn Gore et Kingsfield (Arnold Trail), Maine

Située à la limite du Québec sur la Route 161 à Woburn, le poste frontière de Coburn Gore marque le début de la route 27 qui traverse tout l'État du Maine. Nommée Arnold Trail jusqu'à Kingfield, la route est très sinueuse et pittoresque, elle passe dans plusieurs vallées, entre de nombreuses montagnes. La route 27 suit en partie le même trajet de Benedict Arnold et ses troupes, lors de la tentative d'Invasion du Canada en 1775. Elle est située dans la région touristique, Maine Lakes and Mountains. Elle traverse le petit village de Eustis, passe près du lac Flagstaff, traverse Stratton, où est située la station de ski Mont Sugarloaf. La route passe aussi à Kingfield, à Farmington et par Augusta. La Route 27 se termine à Newagen, Southport; au bord de l'océan Atlantique.